# كارل هاينز كونكل
كارل هاينز كونكل (بالألمانية: Karl-Heinz Kunkel)‏ هو لاعب كرة قدم ألماني، ولد في 4 سبتمبر 1926، وتوفي في 18 يوليو 1994. شارك مع منتخب سارلاند لكرة القدم.

## وصلات خارجية
- كارل هاينز كونكل على موقع قاعدة بيانات كرة القدم.إي يو (الإنجليزية)
- كارل هاينز كونكل على موقع ناشيونال فوتبول تيمز (الإنجليزية)
- كارل هاينز كونكل على موقع عالم كرة القدم.نت (الإنجليزية)